# Josef Novák (1956)
Josef Novák (Žacléř, 29 luglio 1956) è un ex calciatore cecoslovacco, di ruolo difensore.

## Carriera

### Nazionale
Esordisce il 16 ottobre 1985 contro la Svezia (2-1).

## Palmarès

### Club

#### Competizioni nazionali
- Campionato cecoslovacco: 3

Dukla Praga: 1976-1977, 1978-1979, 1981-1982
- Československý Pohár: 3

Dukla Praga: 1980-1981, 1982-1983, 1984-1985